# Девья
Девья́ (фр. Deviat) — коммуна во Франции, находится в регионе Пуату — Шаранта. Департамент — Шаранта. Входит в состав кантона Монморо-Сен-Сибар. Округ коммуны — Ангулем.
Код INSEE коммуны — 16118.
Коммуна расположена приблизительно в 430 км к юго-западу от Парижа, в 135 км южнее Пуатье, в 29 км к юго-западу от Ангулема.

## Население
Население коммуны на 2008 год составляло 166 человек.
| 1962 | 1968 | 1975 | 1982 | 1990 | 1999 | 2008 |
| ---- | ---- | ---- | ---- | ---- | ---- | ---- |
| 238  | 257  | 230  | 180  | 156  | 158  | 166  |

## Администрация
| Период | Период | Фамилия    | Партия | Примечания |
| ------ | ------ | ---------- | ------ | ---------- |
| 1989   | 2008   | Этьен Тома |        |            |
| 2008   |        | Робер Борд |        |            |

## Экономика
В 2007 году среди 100 человек в трудоспособном возрасте (15—64 лет) 70 были экономически активными, 30 — неактивными (показатель активности — 70,0 %, в 1999 году было 65,4 %). Из 70 активных работали 63 человека (36 мужчин и 27 женщин), безработных было 7 (2 мужчины и 5 женщин). Среди 30 неактивных 4 человека были учениками или студентами, 13 — пенсионерами, 13 были неактивными по другим причинам.

## Достопримечательности
- Замок Фей[фр.] (XVI век). Исторический памятник с 1992 года[3]
- Приходская церковь в нео-романском стиле (XVIII век)

## Фотогалерея

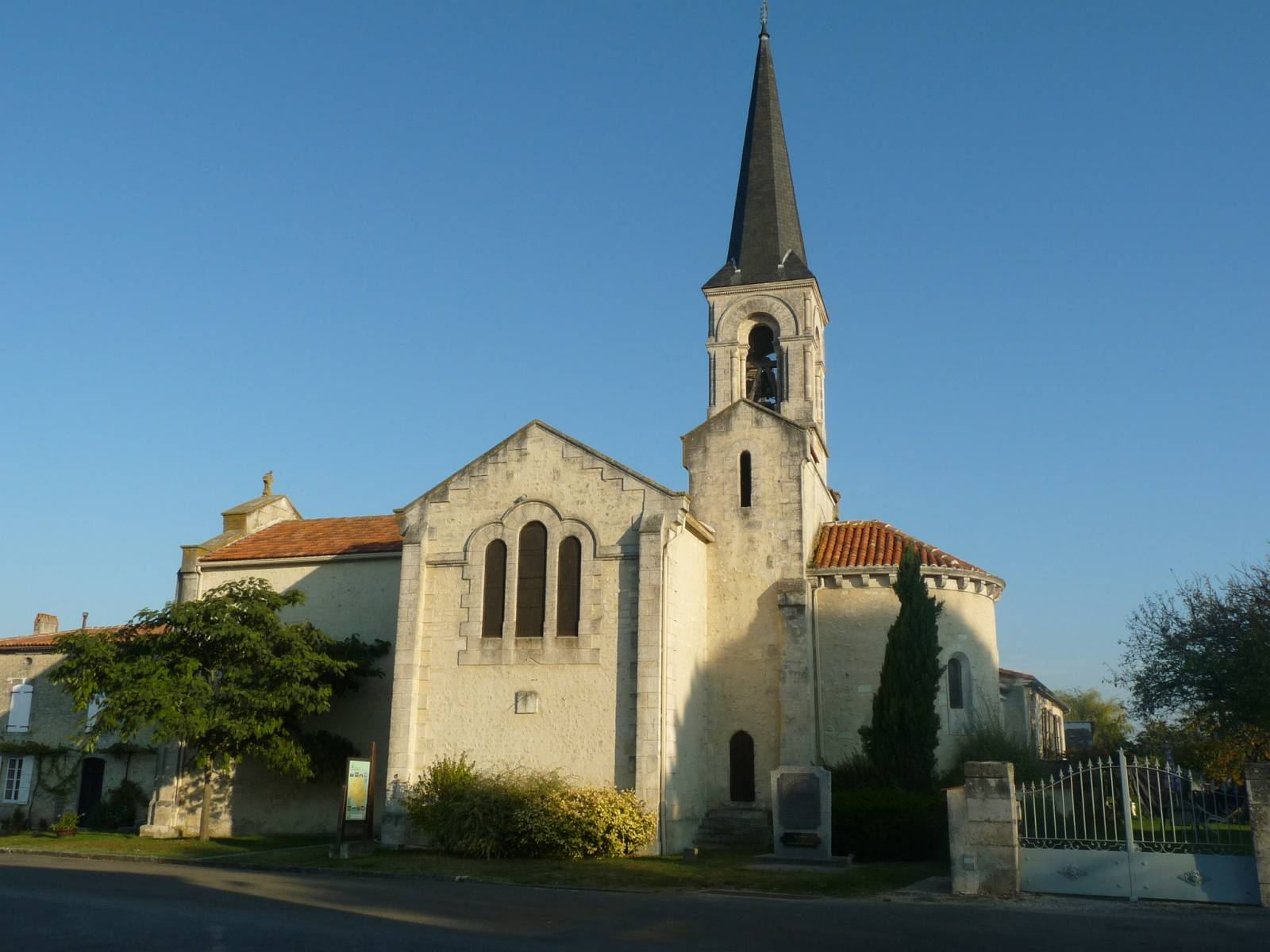
Церковь
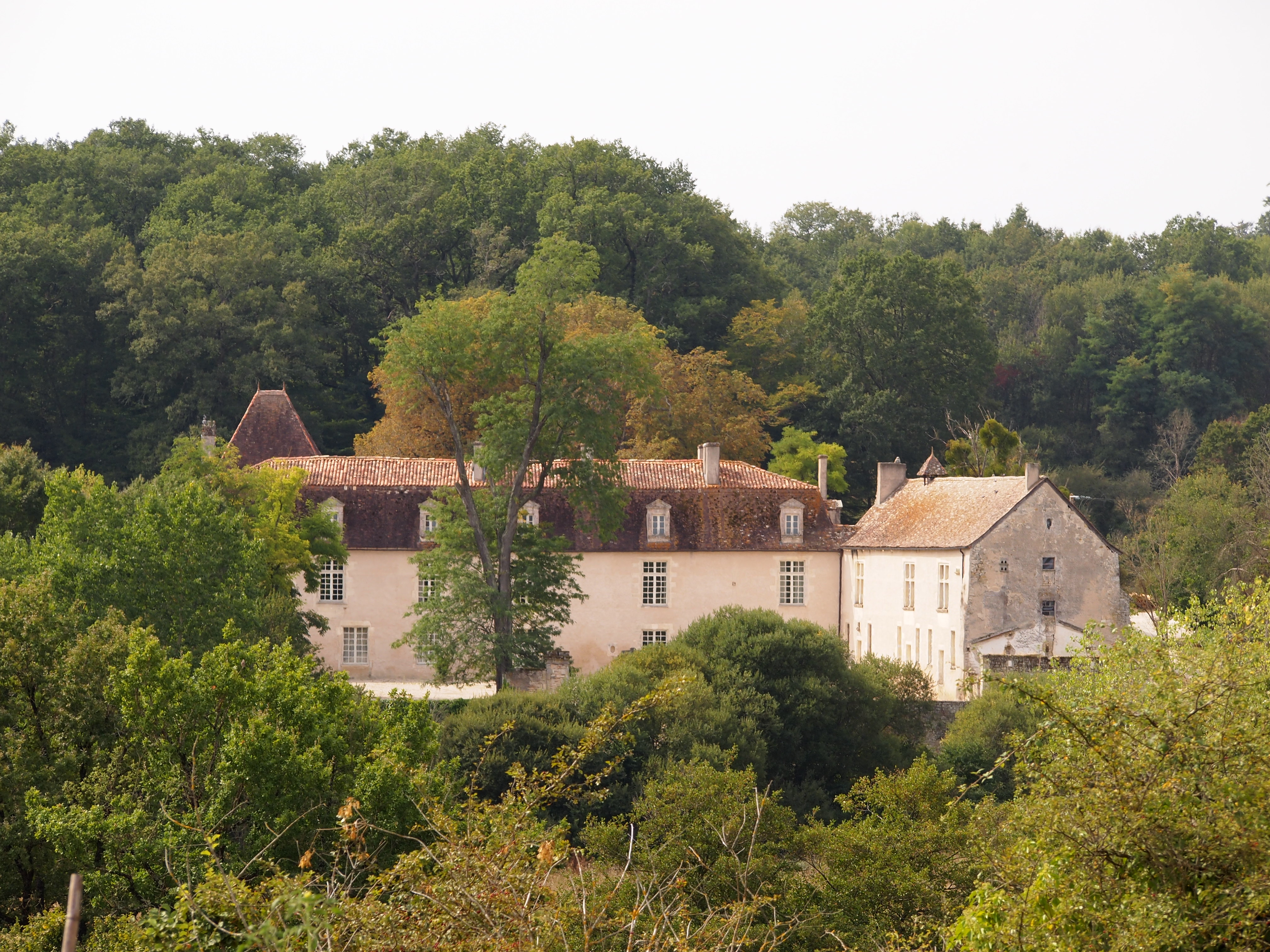
Замок Фей
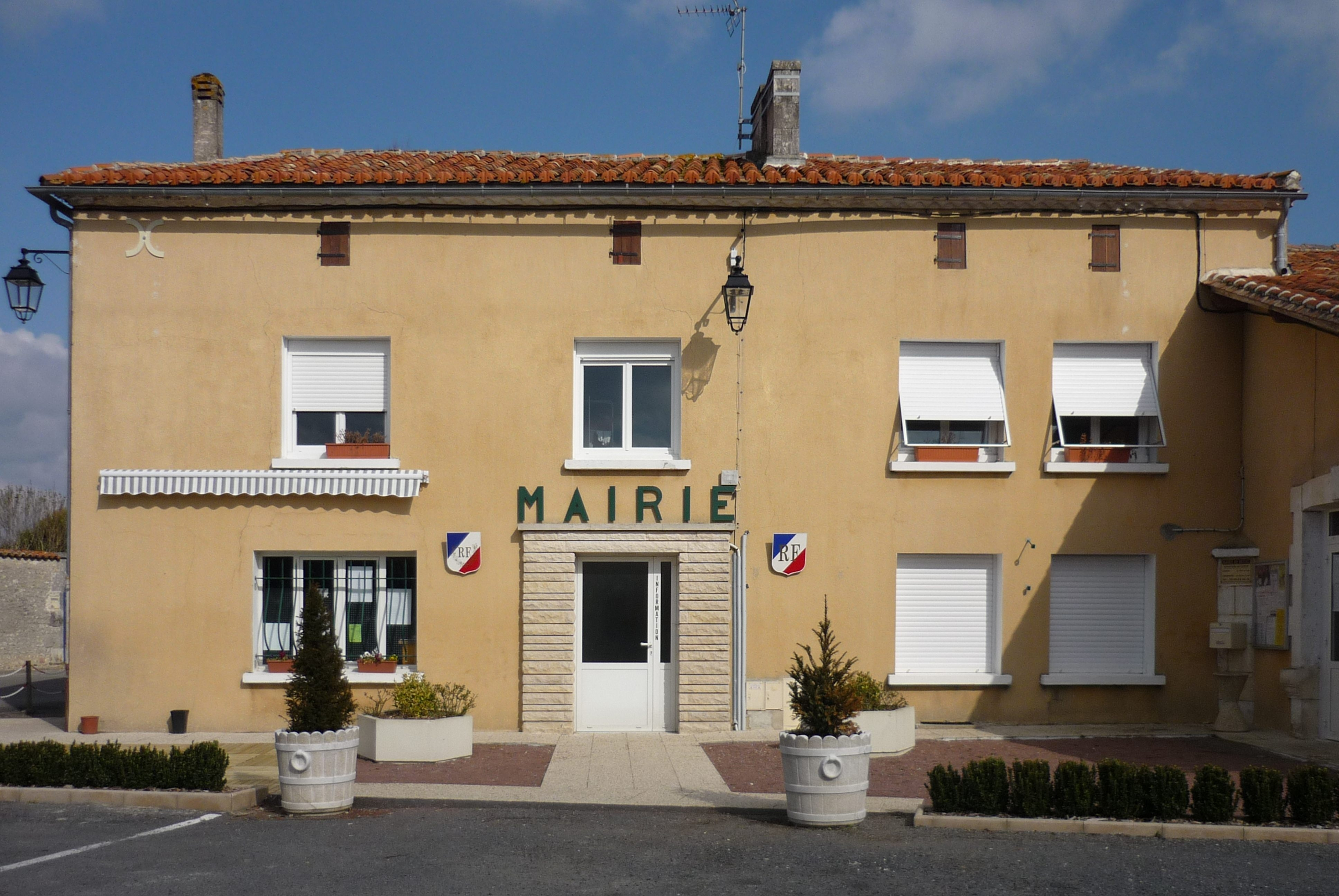
Мэрия
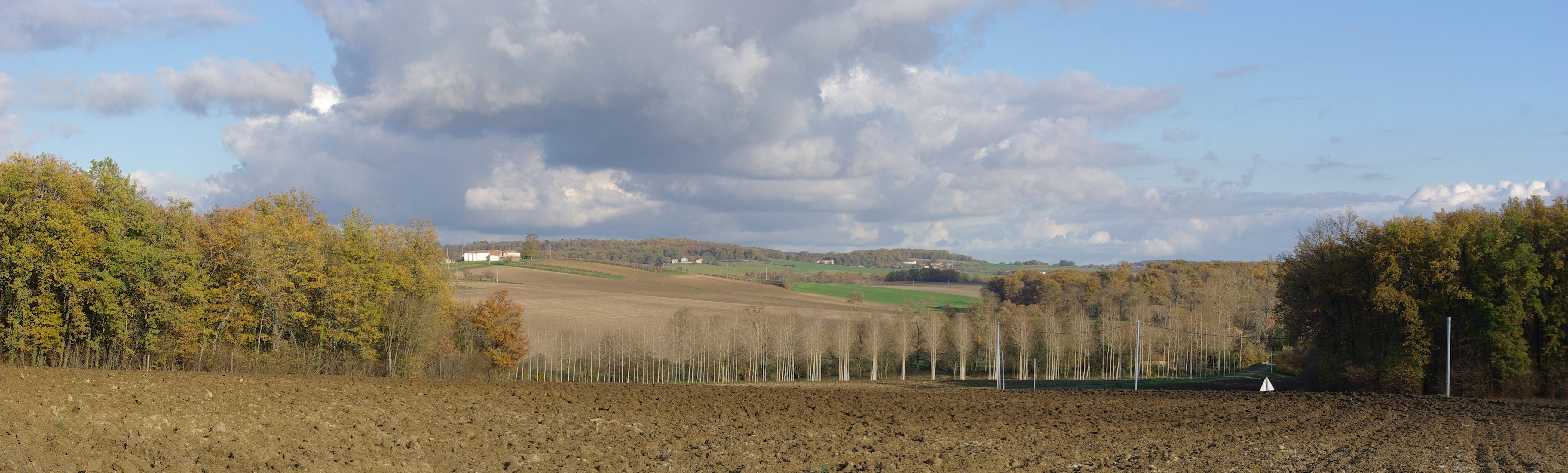